# Syndicat National de l’édition Phonographique
Die Syndicat National de l’édition Phonographique (zu Deutsch etwa Nationale Union für phonographische Ausgaben), kurz SNEP, ist eine interprofessionelle Organisation, die die Interessen der französischen Musikindustrie vertritt. Gegründet wurde der Verband im Jahr 1922. Das Mitglied der International Federation of the Phonographic Industry besteht zurzeit aus 48 Mitgliedergesellschaften. Aufgaben des Verbandes ist die Zusammenstellung der französischen Musikcharts, die Rechtevertretung sowie die Vergabe von Musikauszeichnungen für Alben, Singles und Videos. Die SNEP vergibt die Auszeichnungen für Musikverkäufe und -nutzung seit dem Jahr 1973.

## Verleihungsgrenzen der Tonträgerauszeichnungen

### Alben
| Auszeichnung | Januar 1973 bis Juni 1985 | bis Mai 2006 | bis Juni 2009 | seit Juli 2009 |
| ------------ | ------------------------- | ------------ | ------------- | -------------- |
| Silber       | —                         | 50.000       | 35.000        | —              |
| Gold         | 100.000                   | 100.000      | 75.000        | 50.000         |
| 2× Gold      | —                         | 200.000      | —             | —              |
| Platin       | 400.000                   | 300.000      | 200.000       | 100.000        |
| 2× Platin    | —                         | 600.000      | 400.000       | 200.000        |
| 3× Platin    | —                         | 900.000      | 600.000       | 300.000        |
| Diamant      | —                         | 1.000.000    | 750.000       | 500.000        |

### Singles
| Auszeichnung | bis 30. Oktober 1988 | bis 28. Februar 1991 | bis 30. April 2005 | bis 30. Juni 2009 | bis 16. März 2013 | bis 31. Dezember 2015 | bis 31. März 2018 a | seit 1. April 2018 |
| ------------ | -------------------- | -------------------- | ------------------ | ----------------- | ----------------- | --------------------- | ------------------- | ------------------ |
| Silber       | 250.000              | 200.000              | 125.000            | 100.000           | —                 | —                     | —                   | —                  |
| Gold         | 500.000              | 400.000              | 250.000            | 200.000           | 150.000           | 75.000                | 66.666              | 100.000            |
| Platin       | 1.000.000            | 800.000              | 500.000            | 300.000           | 250.000           | 150.000               | 133.333             | 200.000            |
| Diamant      | —                    | —                    | 750.000 b          | 500.000           | 400.000           | 250.000               | 233.333             | 333.333            |

### Videoalben
| Auszeichnung | bis 30. Juni 2009 | bis 31. Dezember 2017 | seit 1. Januar 2018 |
| ------------ | ----------------- | --------------------- | ------------------- |
| Gold         | 10.000            | 7.500                 | 5.000               |
| Platin       | 20.000            | 15.000                | 10.000              |
| 2× Platin    | 40.000            | 30.000                | 20.000              |
| 3× Platin    | 60.000            | 45.000                | 30.000              |
| Diamant      | 100.000           | 60.000                | 40.000              |